# Anthurium eminens
Anthurium eminens é uma espécie de plantas com flores. Foi descrito pela primeira vez por Heinrich Wilhelm Schott. Anthurium eminens pertence ao gênero Anthurium, e está relacionado com Araceae.
Este tipo de planta pode ser encontrado em:
- Peru
- Equador
- Venezuela
- norte do Brasil
- Bolívia
- Guiana
- Guiana
- Colômbia

## Subespécies
O gênero é dividido nos seguintes tipos:
- A. e. eminente
- A. e. longispadix